# Bisterk Ding
Das Bisterk Ding ist ein Dämon aus der Helgoländer Überlieferung. Wenn jemand auf dem Meer verunglückt, soll dieser Dämon dem Wasser entsteigen und sich auf Treppenstufen legen oder in Scheunenwinkeln verkriechen. Beschrieben wird er zumeist als schwarzes Ungeheuer mit tellergroßen Augen und dem Fell eines Schafs. Er soll sich rollend fortbewegen. 
Ein Helgoländer Spruch lautet: „Det bisterk Ding lag auf dem Weg“ und wird benutzt, wenn man von Unglück getroffen ist.